# John Cameron (football, 1872)
Pour les articles homonymes, voir John Cameron et Cameron.
John Cameron (13 avril 1872 à Ayr – 20 avril 1935 à Glasgow) est un footballeur, entraîneur et journaliste écossais.

## Biographie
Il joue comme attaquant au Queen's Park, à Everton et en Écosse, en étant considéré comme un buteur efficace. Il reçoit une sélection en équipe d'Écosse, le 28 mars 1896 face à l'Irlande.
En 1899, il devient joueur-entraîneur de Tottenham Hotspur et l'amène à la victoire en coupe d'Angleterre 1900-1901. Avec ce résultat, Tottenham devient le seul club non-inscrit dans la Football League à remporter ce tournoi.
En 1898, il devient le premier secrétaire de l'Association Footballers' Union. Il devient ensuite entraîneur du club allemand de Dresdner SC et durant la Première Guerre mondiale, il est interné dans le camp civil de détention à Ruhleben, en Allemagne. Après la guerre, il dirige le club écossais d'Ayr United l'espace d'une saison puis il devient journaliste sportif et auteur. Il a précédemment travaillé comme rédacteur dans différents journaux avant la guerre. Il a notamment commenté l'épreuve de football aux JO 1908.

## Palmarès

### Palmarès en club
- Tottenham Hotspur
  - FA Cup
    - 1900–01

  - Southern Football League
    - Vainqueur : 1899–1900:

  - Western Football League
    - Vainqueur : 1903–04

  - Sheriff of London Charity Shield
    - Vainqueur : 1902

### Palmarès en sélection
- Écosse
  - British Home Championship: 1
    - Vainqueur : 1896